# Periploca graeca
La periploca maggiore (Periploca graeca L.) è una pianta della famiglia delle Apocinacee.

## Etimologia
Il nome Periploca deriva dal greco "peri" = intorno e "plekein" = legare e fa riferimento alla capacità del fusto di avvilupparsi intorno ai tronchi degli alberi creando delle liane.
L'epiteto graeca fa riferimento alla sua diffusione nella regione greco-balcanica.

## Descrizione

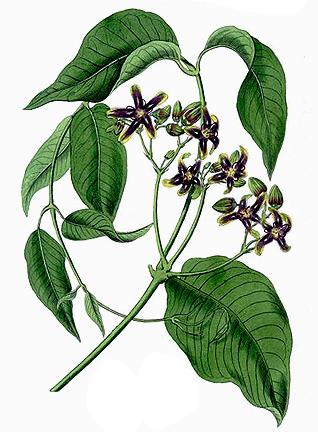
Periploca graeca

Si tratta di una liana fanerofita caducifoglia con fusti cilindrici, legnosi, rampicanti, che possono raggiungere i 10 m di lunghezza, e che si avvolgono a spira attorno ai tronchi delle specie arboree.

Le foglie sono ovato-oblunghe, ricoperte da una sottile peluria sulla pagina inferiore.

L'infiorescenza è un corimbo che si attacca all'ascella della foglia, composto da fiori pentameri, con petali irsuti, di colore rossastro nella parte superiore, verdastro in quella inferiore.

Il caratteristico aspetto dei fusti.
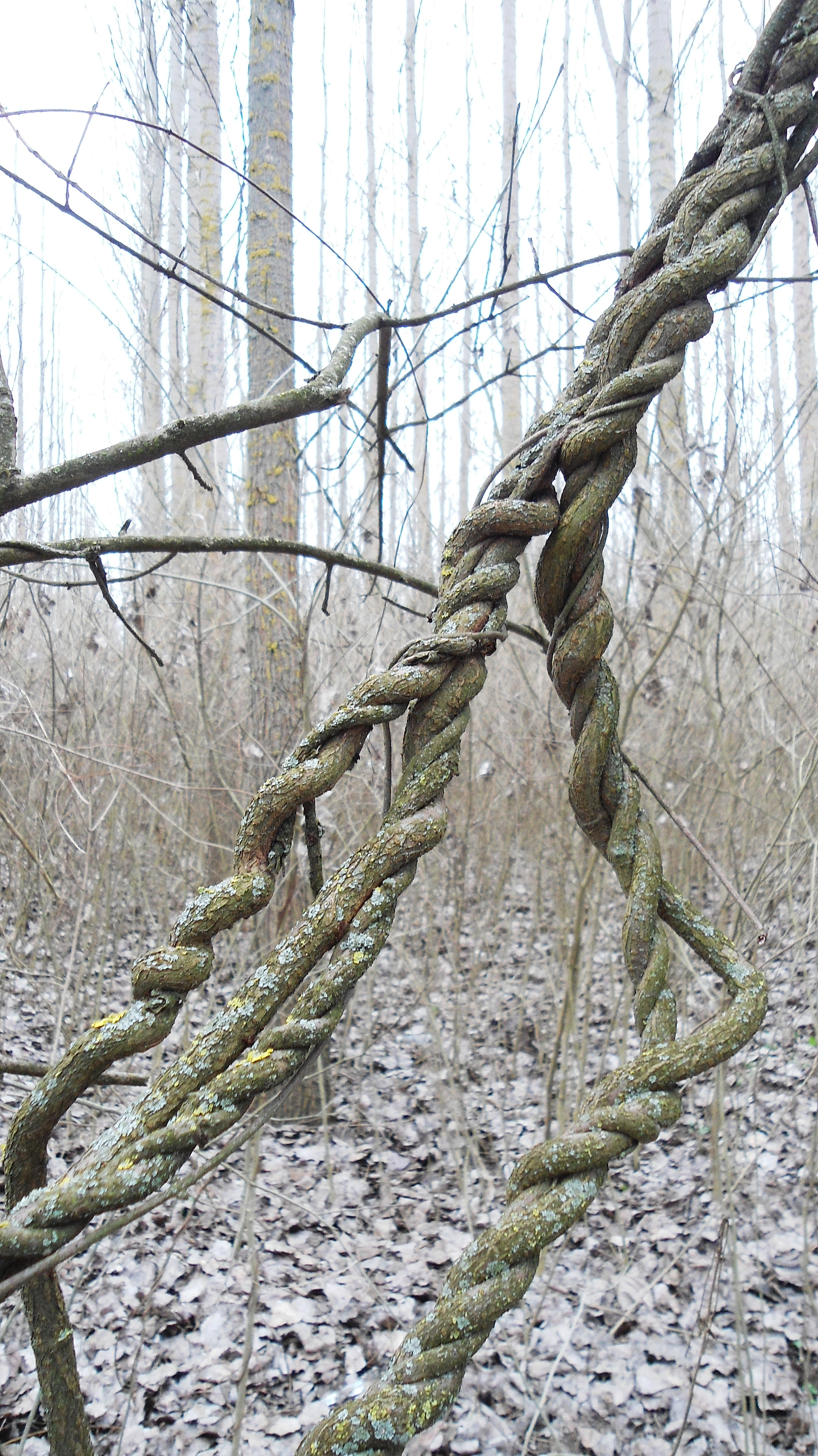
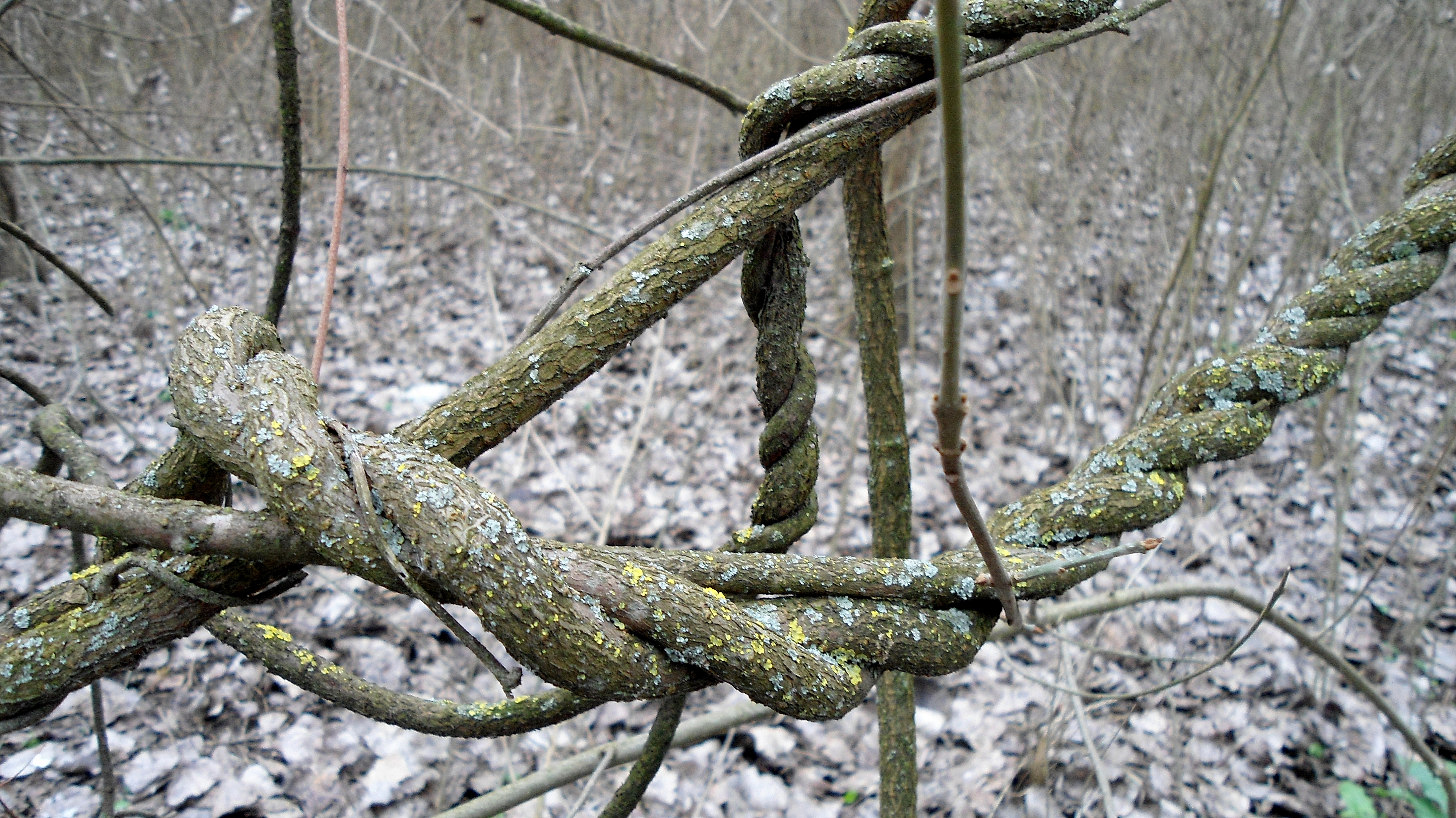
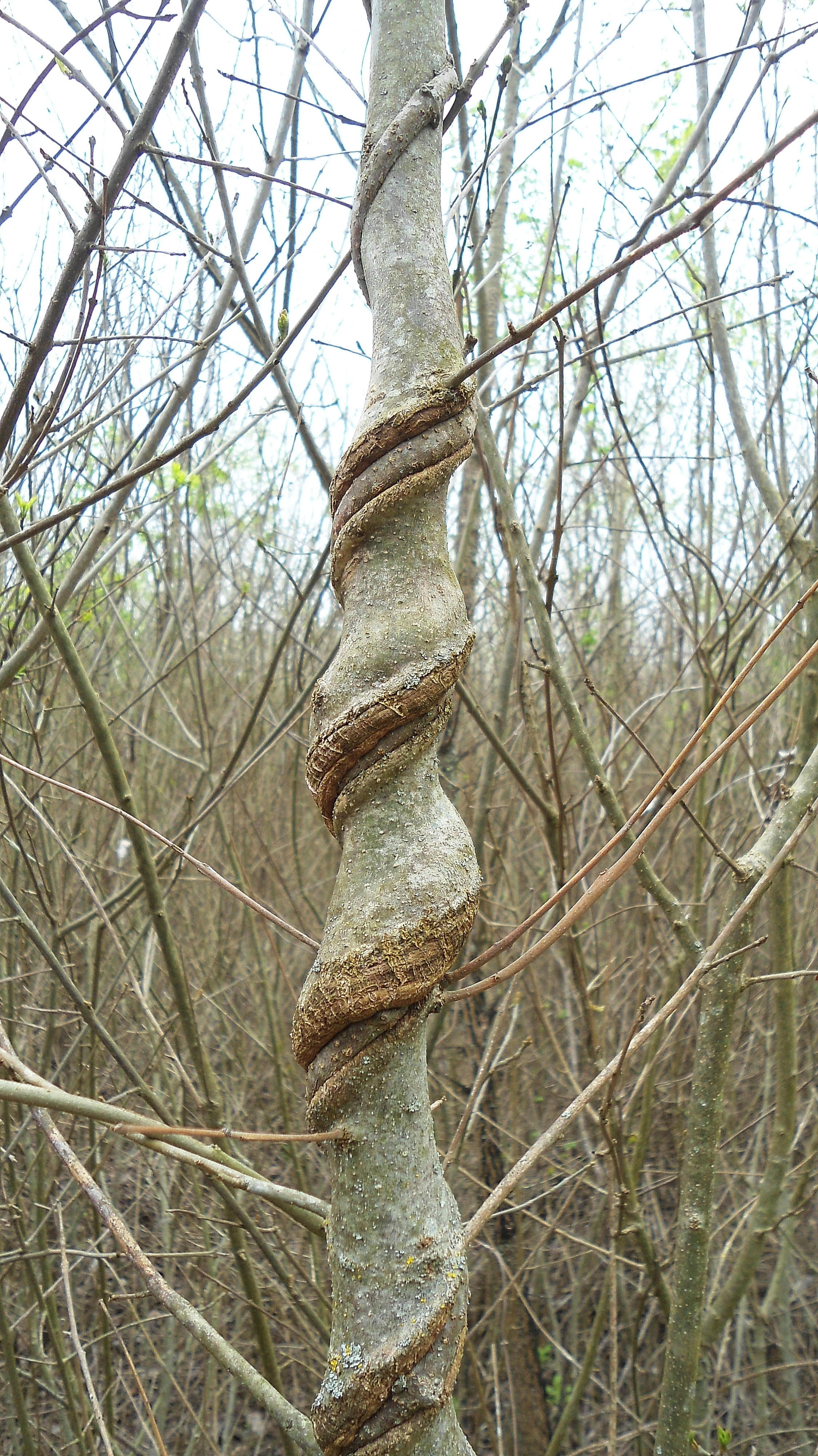

## Distribuzione e habitat
La specie è diffusa nel Mediterraneo nord-orientale.
In Italia è presente in Toscana nel Parco naturale di Migliarino, San Rossore, Massaciuccoli, in Puglia (Parco naturale regionale Bosco e paludi di Rauccio, laghi Alimini, Riserva naturale Le Cesine) e in Calabria (boschi di Rosarno, non più ritrovata).
I suoi habitat sono le coste sabbiose, le siepi e i boschi umidi ed ombrosi, fino a 100 m s.l.m.

## Principi attivi
La corteccia del fusto contiene il glucoside periplocina.